# Cruz negra (emblema)
La cruz negra (en alemán: Schwarzes Kreuz) es un emblema nacional de Alemania que ha sido empleado por la Orden Teutónica, el ejército prusiano y las fuerzas armadas alemanas. Asimismo se usó para dar forma a la emblemática condecoración alemana denominada la Cruz de Hierro por estar hecha de hierro adoptando su forma original cóncava. En la actualidad el ejército alemán utiliza una cruz negra estilizada, una versión patada (Tatzenkreuz) de la cruz negra original, que en 2019 se modificó para marcar una nueva era, según los responsables de las fuerzas armadas, y más que nada evitar su asociación a simbología nacionalsocialista.

## Historia

### Cruz negra o teutónica
La Orden Teutónica usó una cruz negra sobre fondo blanco que se estableció en el año 1190 como emblema para distinguir a los caballeros de la orden, que antes de esto portaban cruces de diversos colores. El significado de la cruz alude a la cruz de Cristo para demostrar que la orden servía a Jesucristo.
La cruz negra, también conocida como Cruz teutónica, siempre contó con el mismo esmalte (color) y fondo. Inicialmente consistía en una cruz plena, que llegaba a los bordes del escudo y con frecuencia se presentaba como una cruz estrecha, de menor grosor respecto al habitual de las cruces en los escudos. En alemán esta cruz era denominada Balkenkreuz (cruz de barras). Desde fechas tempranas, la cruz de la Orden Teutónica comenzó a ser representada con la forma de una cruz patada con los brazos de forma cóncava, habitualmente de mayor longitud el inferior y en ocasiones con bordes blancos (de plata en terminología heráldica). El gran maestre de la Orden utilizaba en su escudo una cruz negra que llegaba a los bordes del escudo y que se encontraba decorada en su interior con cuatro bastoncillos, uno por cada brazo, de oro y decorados en sus extremos. En la parte central de esta cruz, situada en un escusón de oro figuraba un águila exployada de color sable.

Cruz negra o teutónica (representada como cruz plena y estrecha)
Cruz negra o teutónica (representada como cruz patada)
Cruz negra o teutónica (representada como cruz patada bordeada de blanco)
Cruz del gran maestre de la Orden Teutónica

### De la cruz negra a la cruz de hierro

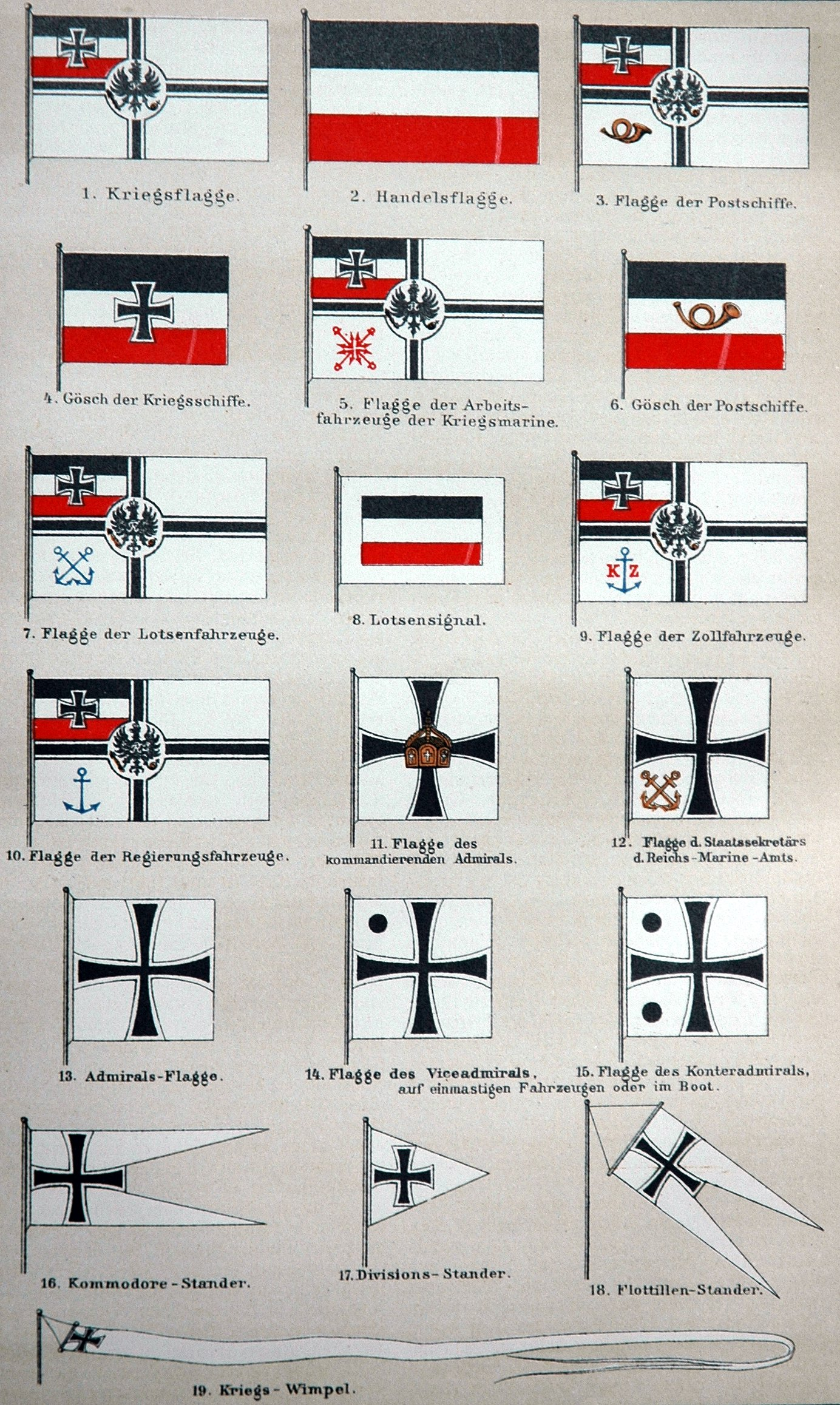
Banderas del Kaiserreich alemán.

Después de la disolución de la orden a manos de Napoleón en 1806, el emblema fue adoptado por Prusia como honor y símbolo bélico teutón. La bandera de guerra prusiana llevaba el símbolo cosido en ella. La conocida "cruz de hierro" venía de este símbolo que sirvió como icono para la condecoración a los que se considerase por los oficiales que habían luchado con honor y valor, en un principio, en las filas prusianas. La sugerencia de que pudiera convertirse en el símbolo prusiano vino del rey Federico Guillermo III, que encargaría a Karl Friedrich Schinkel el diseño final. Con el establecimiento del Reich alemán y a su vez de la Kaiserlichen Marine (marina de guerra imperial) en 1871 se marcaron las naves con este símbolo para evitar confusiones.
La cruz de hierro fue seleccionada como símbolo de las fuerzas armadas del Reich alemán, puesto que ya había sido prestada ya antes a los alemanes del norte, que eran soldados no prusianos de la confederación. Fue utilizada en su forma simplificada a partir de 1916 hasta que acabó la Primera Guerra Mundial en 1918. Más adelante simbolizó la resistencia del Reich y de honor en las fuerzas armadas alemanas y se convertiría en emblema nacional.
Al comienzo de la Segunda Guerra Mundial los tanques alemanes llevaban una cruz blanca, que fue sustituida por la cruz negra con borde blanco estando muy avanzada ya la campaña de Polonia. Se cambió por el peligro que suponía que los enemigos reconocieran desde lejos la cruz blanca, contrarrestando así parte de su camuflaje, de forma similar a la estrella blanca del ejército estadounidense. Las fuerzas armadas federales alemanas utilizan la cruz blanca cóncava solamente como emblema nacional.

## Formas de la cruz de hierro como emblemas nacionales

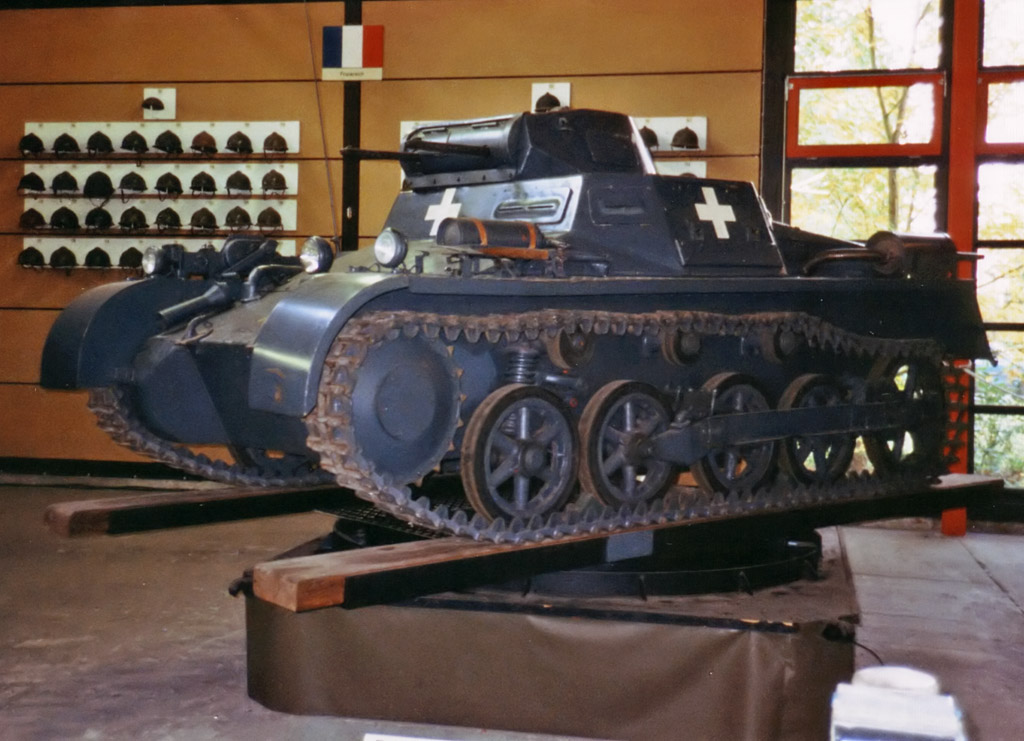
Panzerkampfwagen I con la cruz blanca.

Según se fue usando la cruz fue cambiando repetidas veces en sus formas de representarla.

### Cruz de hierro
En la Reichsmarine (Marina imperial alemana), al comienzo de la Primera Guerra Mundial la cruz de hierro en los aviones de la Fuerza Aérea alemana fue marcada con la forma convexa con borde blanco. Esta forma duraría aproximadamente hasta 1916. En las banderas de la Marina de guerra permanecería esta forma durante algún tiempo más. El ejército federal alemán volvió a esta forma, pero el borde blanco pasó a ser interno.

### Forma naval
En la marina de guerra la cruz se lleva a menudo con barras más estrechas.

### Balkenkreuzo Cruz de barras
La Balkenkreuz o cruz de barras se utilizó a partir de 1916 en los aviones y acorazados del Imperio Alemán. Era una simple cruz griega en blanco o negro perfilada. En la Wehrmacht esta forma fue usada también sin color interior, de forma que sólo el borde estaba pintado.

### Cruz blanca
Asimismo en el curso de las dos guerras mundiales aparecía una cruz blanca sin fondo representada en tanques y aeroplanos. Esto se modificó, como se ha comentado antes, en el transcurso de la Segunda Guerra Mundial en la Wehrmacht por la cruz de barras por motivos prácticos.

Insignia de la Bundeswehr (en forma de cruz patada)
La cruz negra en forma de cruz de barras
Forma naval
Insignia actual de la Bundeswehr en color gris-celeste y contorno azul marino.

## Variaciones en países aliados
Durante la Segunda Guerra Mundial, los países satélites o aliados de Alemania crearon una insignia similar a la cruz negra. La versión croata no se usaba siempre, los aviones croatas también llevaron impresa una Balkenkreuz normal de la Luftwaffe en sus aviones. El ejército eslovaco se rebeló fallidamente contra los alemanes en 1944, y los rebeldes adoptaron una escarapela basada en la checoslovaca.

Croacia
Hungría
Eslovaquia